# Pigazzano
Pigazzano est un frazione de la commune de Travo dans la province de Plaisance en Italie. 
Le hameau se situe dans la plaine du Pô à proximité de la Pietra Parcellara, une montagne haute de 836 m. Un festival, Pigazzano sotto le stelle (Pigazzano sous les étoiles) s’y déroule tous les ans à l’Assomption, organisé par l’association Amici di Pigazzano (Les amis de Pigazzano).